# Pittosporum balansae
Pittosporum balansae är en tvåhjärtbladig växtart som beskrevs av Aug. Dc. Pittosporum balansae ingår i släktet Pittosporum och familjen Pittosporaceae.

## Underarter
Arten delas in i följande underarter:
- P. b. angustifolium
- P. b. chatterjeeanum